# Arkansas (Schiff, 1980)
Die USS Arkansas (CGN-41) war die vierte Einheit der Virginia-Klasse und gleichzeitig der letzte von der United States Navy gebaute Atomkreuzer.

## Geschichte
Die Arkansas wurde 1975 bei Newport News Shipbuilding in Auftrag gegeben und zwischen 1977 und 1978 gebaut. Die Indienststellung fand 1980 statt.
Die ersten Jahre verbrachte die Arkansas in den Gewässern vor der US-Ostküste. Die erste Einsatzfahrt 1982 führte das Schiff ins Mittelmeer, wo sie vor dem Libanon fuhr. 1984, inzwischen im Pazifik stationiert, folgte der nächste große Einsatz. Über Hawaii und die United States Naval Base Subic Bay fuhr das Schiff in den Persischen Golf, von dort durch das Rote Meer ins Mittelmeer, durch die Straße von Gibraltar durch den Atlantik und den Panamakanal zurück in den Pazifik, also eine komplette Weltumrundung. Direkt im Anschluss daran wurde die Arkansas eingedockt zur Überholung, wobei unter anderem zwei Armored Box Launchers installiert wurden.
Im Januar 1986 folgte der nächste Einsatz mit Enterprise und Truxtun. Die Gruppe diente unter anderem vor Libyen. Die Operation Desert Storm verbrachte der Kreuzer mit der Flugzeugträgerkampfgruppe um Abraham Lincoln.
1998 wurde das Schiff außer Dienst gestellt und in der Puget Sound Naval Shipyard im Ship-Submarine Recycling Program abgebrochen.